# Edificio de Molinos Vascos
El edificio Grandes Molinos Vascos es una antigua fábrica de harinas situada en el barrio de Zorroza, cerca de Bilbao (País Vasco, España). Fue declarado Bien Cultural Calificado por el gobierno vasco en 2009.

## Historia
La empresa se sitúa en La Punta de Zorroza formada por la confluencia de los ríos Cadagua y Nervión, frente a la península de Zorrotzaurre. Ocupó el solar donde en 1615 se ubicaba el Astillero Real de Zorroza. El edificio se construyó entre los años de 1923 y 1924. El proyecto fue obra de Federico de Ugalde y Echevarría. Se considera como uno de los elementos de patrimonio industrial más relevantes de Vizcaya y tiene la más alta categoría de protección (BIC). Sin embargo, por el momento se encuentra en estado de abandono.

#### Descripción
Se trata de un edificio en forma de L. El ala izquierda, más corta, alberga los silos y por lo tanto, carece de pisos. El piso 5.º del ala derecha comunica con la torre de los silos mediante escaleras. Existen además dos marquesinas adosadas al pabellón en las fachadas delantera y trasera. Los silos, sobresalen en la planta formando semicírculos facetados. El edificio tiene 5 plantas y dos torres, cada piso del ala derecha cuenta con dos crujías y la torre del ala izquierda es un espacio único. La superficie de cada planta de esta ala es de 600 m².

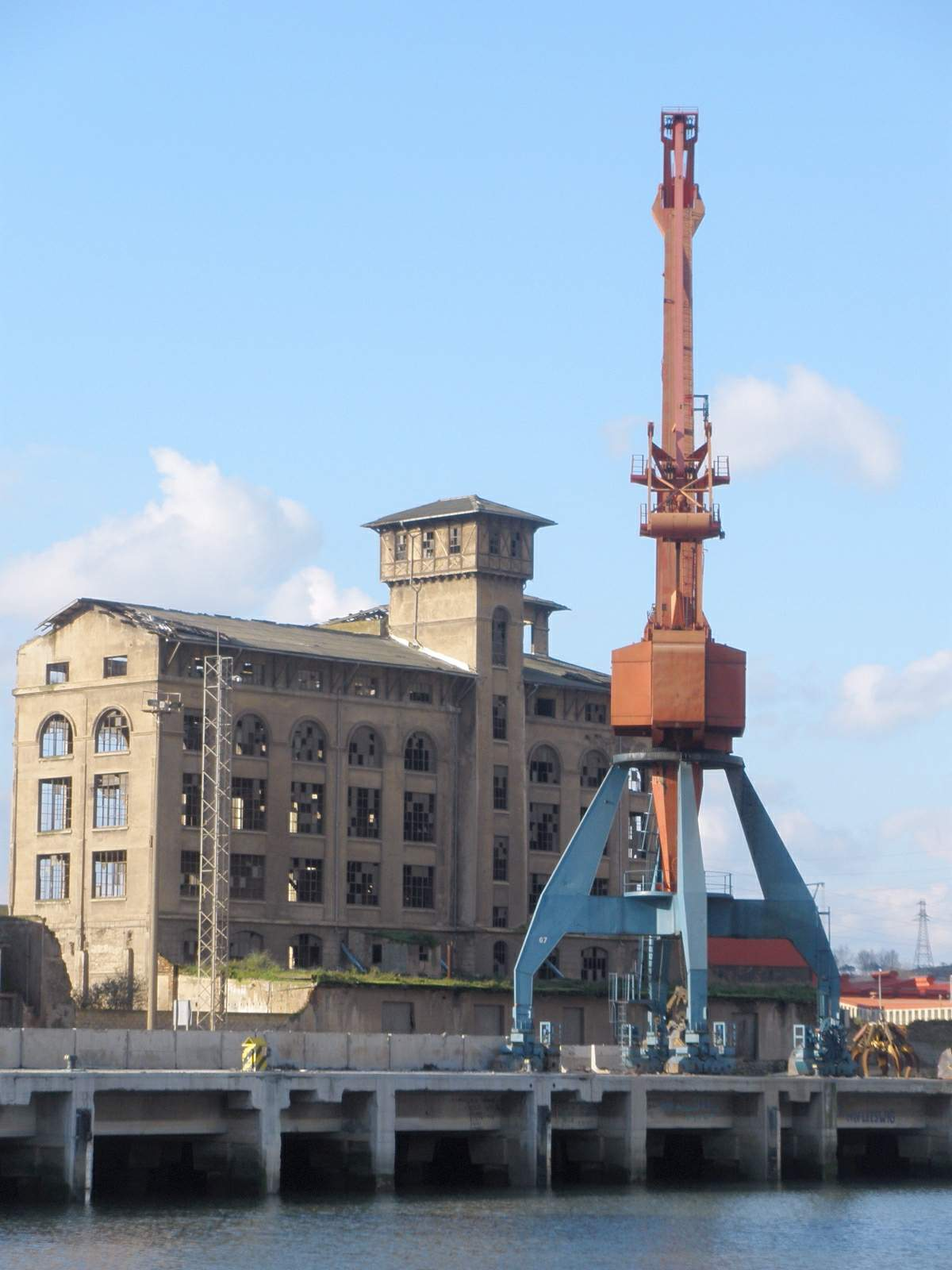
Molinos Vascos desde el muelle de Zorrotzaurre

La estructura del edificio es de hormigón armado, en el ala derecha en las plantas aparece una fila de cuatro pilares centrales, que separa la planta en dos crujías, con estos pilares se corresponden unas pilastras en los muros de cierre perimetrales. Estos muros son de hormigón armado colocado por piezas. La cubierta del edificio está constituida a dos aguas, en origen era de teja plana, en la actualidad de uralita, colocada sobre entablado de madera, que apoya sobre cerchas de pendolón simple de madera. Exteriormente se observan unos tirantes de madera en los aleros.
Los accesos del edificio se realizan a través de seis túneles de carga comunicados con el patio central y cinco muelles de carga al puerto cobijados bajo dos marquesinas adosadas al edificio en las fachadas delantera y trasera.
El pabellón se caracteriza por la profusión de vanos que se abren en su fachada, excepto en el ala correspondiente a los silos. En la fachada delantera existen seis ejes de ventanas, la fachada posterior, hacia la ría, se organiza como un cuerpo horizontal, donde se coloca la torre de comunicaciones ligeramente descentrada, se repiten el mismo tipo de huecos de la fachada anterior colocados en recercados verticales que abarcan toda la altura del edificio.
Hacia el puerto existía un patio de longitud igual a la que tiene la fábrica y con 12 m de anchura. Allí entraban los vagones de vía ancha y estrecha. Este patio estaba rodeado por un muro de mampostería de igual fábrica que la cordelería que fue expropiado por el Puerto Autónomo.
El ala izquierda del edificio alberga en su interior 23 silos, quince de mayor tamaño, alineados en tres filas de cinco y otros ocho en los espacios intermedios. Los grandes tienen un diámetro de cinco metros y una capacidad para 75 tn de grano.